# Karajurina
Karajurina – wymarły rodzaj owadów z rzędu Glosselytrodea i rodziny Glosselytridae. W zapisie kopalnym znany z permu, z terenu Kazachstanu i Rosji.
Owady te znane są tylko z odsiebnych części skrzydeł. Prawie nie zachowały się ich pola prekostalne ani płaty analne. Użyłkowanie charakteryzowało się wyraźną, pojedynczą żyłką osiową i złączonymi u szczytu skrzydła żyłkami otokowymi. Pomiędzy obiema żyłkami otokowymi (radialną i postkubitalną) znajdowało się około dziesięciu rzędów komórek, których rozmiary i kształty były jednolite.
Należą tu 2 opisane gatunki:
- Karajurina desperata Rasnitsyn et Aristov, 2013 – jego skamieniałość odnaleziono w piętrze siewierdowinianu (wucziaping), na terenie obwodu wołogodzkiego. W najszerszym miejscu skrzydła miał siedem rzędów komórek między żyłkami otokową i osiową. Obszar dysku skrzydła między żyłkami otokowymi cechowały silnie odznaczające się żyłki podłużne[1].
- Karajurina unica Vilesov et Novokshonov, 1994 – jego skamieniałość znaleziono w piętrze czangsingu, we wschodnim Kazachstanie[2]. W najszerszym miejscu skrzydła miał pięć rzędów komórek między żyłkami otokową i osiową. Obszar dysku skrzydła między żyłkami otokowymi był zapełniony siatką żyłek, z której słabo wyróżniały się żyłki podłużne[1].